# コンバージド・エンハンスド・イーサネット
コンバージド・エンハンスド・イーサネット (Converged Enhanced Ethernet (CEE)) は、イーサネットを拡張した通信規格のひとつ。サーバ側のインタフェース集約を目的として標準化が進められている。類似する呼び名としてIEEEのDCBやシスコ独自拡張のDCEがあるが、どちらもインタフェースを統合することを目的として標準化が進められている。

## 概要
コンバージド・エンハンスド・イーサネットはIBMが最初に提唱し、賛同する企業と共に標準化されている業界標準である。10ギガビット・イーサネットを拡張した規格として標準化が進められている。ブレードサーバのバックプレーン設計では様々なインタフェースに対応する必要があったが、これが1つのインタフェースに統合されることで消費電力削減やコスト削減につながる。既存イーサネットでは対応することができなかったファイバーチャネルプロトコルのような高信頼・高性能な通信を可能にするために様々な規格が採用されている。

CEEの策定にあたっては、2008年2月に「CEE Authors Group」が組織され、IEEEにおける規格化を支援している。CEE Authors Groupの参加ベンダーは以下のとおり。

・創設メンバー： ブロードコム、ブロケード、シスコ/Nuova、Emulex、IBM、インテル、Qlogic

・その他のメンバー：デル、富士通セミコンダクター、ヒューレット・パッカード、ジュニパー、マーベル、Mellanox、PLX Technology、Spirent、サン・マイクロシステムズ

## 用途
現在はLAN、SAN、InfiniBandはそれぞれ別のインタフェースを搭載する必要があるが、CEEを利用すると一つのインタフェースで全ての通信を利用できる。CEEに対応したスイッチやサーバアダプタを使ってサーバ間通信やサーバからファイバーチャネルスイッチへの通信を行なうことが可能になる。とくにイーサネット上でファイバーチャネルを利用できる点で注目を集めているが、CEE単体では実現できないためFCoEというカプセリングプロトコルを使って実現する。

## 機能
以下の規格が採用されている。
| 輻輳通知               | 802.1Qau | Congestion Notification (CN)                         |
| 拡張伝送選択           | 802.1Qaz | Enhanced Transmission Selection (ETS)                |
| 優先度ベースフロー制御 | 802.1Qbb | Priority-based Flow Control (PFC)                    |
| 最短パスルーティング   | 802.1aq  | Shortest Path Bridging (SPB)                         |
| ブリッジデータ交換     | -        | Data Center Bridging eXchange protocol (DCBX)        |
| 最短パスルーティング   | -        | Transparent Interconnection of Lots of Links (TRILL) |

## アダプタ
イーサネットで使われているNIC、ファイバーチャネルで使われているHBAやInfiniBandで使われているHCAを統合するので、コンバージド・ネットワーク・アダプタ、Converged Network Adapter (CNA) と呼ばれている。